# Нормотиміки
Нормоти́міки (лат. norma — норма, правило, грец. thymos — настрій: стабілізатори настрою, тимоізолептики) — психотропні препарати, що регулюють емоційні прояви та мають профілактичну дію при афективних психозах (БПР).